# 田代彩華
田代 彩華（たしろ あやか、1989年11月12日 - ）は、熊本県山鹿市（旧鹿本郡菊鹿町）出身の日本のローカルタレントである。血液型はO型。愛称は「たっぴー」。

## 来歴
2009年にテレビ熊本の若っ人ランドのレポーターオーディションに合格し、同年4月より甲斐麻友子、渡辺大輔、マッコイ本田とともに同番組のレポーターとして出演。同番組では天然キャラぶりを発揮しこれを視聴者からも指摘されたため、番組で田代の学力を計るコーナー「たっぴー脳トレ」も放送された事がある。2010年4月からは「クイズ本当はわかっとランド」のレポーターを務めている。

## 出演番組
- 若っ人ランド（テレビ熊本、2009年4月 - ）